# Knud Rasmussen
Knud Johan Victor Rasmussen (født 7. juni 1879 i Jakobshavn, nuværende Ilulissat, død 21. december 1933 i Gentofte) var en grønlandsk/dansk polarforsker, der udforskede Grønland på adskillige ekspeditioner.

## Biografi
Knud Rasmussen blev født i Jakobshavn, det nuværende Ilulissat, i Grønland. Faderen var missionæren Christian Rasmussen, som boede og fungerede som præst og seminarielærer i byen i over 20 år, moderen var Sofie Lovise Susanne Fleischer, en kvinde, hvis mor var inuit. Hans mormor, der hed Itaraluk, var enke og boede sammen med dem. Der var ikke mange danskere i kolonien dengang, og Knud Rasmussen, der af grønlændere kaldtes "Kunuunnguaq" elskede at sidde og lytte til de mange ældgamle fortællinger, der blev fortalt. Fra barnsben blev Knud fortrolig med hundeslæden, som senere skulle få så stor betydning for hans virke. Til gengæld blev han aldrig ferm med kajakken, fordi hans far ikke ville give ham en kajak som seksårig, som de andre grønlandske børn fik. Sit første skoleår tog han i Ilulissat, men i 1891 kom han som 12-årig til Danmark, fordi han skulle på kostskole. Fem år senere kom resten af familien også til Danmark, da faderen af helbredsmæssige årsager ikke længere kunne bestride stillingen i Jakobshavn. Faderen fik en stilling som sognepræst i Lynge i Nordsjælland, hvor familien atter kunne samles i en præstegård. Knud Rasmussens boglige færdigheder, ikke mindst matematikken, var ikke hans stærke side – det blev dog til en studentereksamen i 1900. Hans liv tog en drejning, da han i 1900 fik ansættelse som journalist på Kristeligt Dagblad, hvor han skulle dække en Islandsekspedition. Her mødte han forfatteren og polarforskeren Mylius-Erichsen, som delte Rasmussens interesse for Grønland.

### Den litterære Grønlandsekspedition
Rasmussen og Mylius-Erichsen slog sig sammen med kunstneren grev Harald Moltke samt læreren Jørgen Brønlund, og sammen gennemførte de fire i årene 1902-04 Den litterære Grønlandsekspedition. Ekspeditionen gik langs den grønlandske nordvestkyst fra Upernavik til Kap York i nærheden af Thule og blev en vanskelig tur, ikke mindst fordi Moltke blev syg undervejs.

### Ægteskab
I en periode havde lægen Alfred Bertelsen, der var læge i Uummannaq-distriktet, Dagmar Andersen til at føre hus for sig. Gennem sit venskab fra ungdomsårene med Knud Rasmussen havde Dagmar Andersen fattet interesse for hans liv og arbejde. Som frivillig sekretær havde hun hjulpet ham med hans første bøger, og hendes sans for stil og ordenes indbyrdes vægt har sikkert betydet meget for Knud Rasmussen som skribent. Hun fik lyst til at se det land, hvor Knud Rasmussen hørte hjemme, og hun tog derfor derop og førte hus for Bertelsen. I vinteren 1905-1906 opholdt Knud Rasmussen sig i Uummannaq-distriktet, nok på grund af Dagmar Andersen, men også for at oversætte gamle grønlandske sagaer.

Dagmar Andersen havde på en sejlads fra Uummannaq til Danmark mødt ingeniør Marius Nyeboe. Hun foranstaltede kontakten mellem de to og hjalp dermed Knud Rasmussen med midler til at starte Thule-stationen.
I 1908 giftede han sig med Dagmar Andersen. De fik tre børn sammen.

### Thuleekspeditionerne
Senere vendte Rasmussen tilbage til Thule og oprettede i 1910 Thule-stationen, som kom til at fungere som missionsstation og handelsplads, og som blev udgangspunktet for syv Thuleekspeditioner. Bygningen flyttedes i 1986 til Qaanaaq, hvor den i dag fungerer som Thule-Museet.
1. 1912: Over indlandsisen på hundeslæde til Danmark Fjord.
2. 1916-18: Langs Polarhavet til Independence Fjord.
3. 1919: Grant Land (nordligste del af Ellesmere Land, Canada) – uden Knud Rasmussens egen deltagelse.
4. 1919: Angmagssalik i Østgrønland.
5. 1921-25: Fra Grønland til Sibiriens kyst på tværs af det arktiske Nordamerika. Han beskrev mange inuit-stammer undervejs og hjembragte et stort antal genstande til Nationalmuseet.
6. 1931: Julianehåb til Angmagssalik i Østgrønland.
7. 1932-33: Kap Farvel til Scoresbysund i Østgrønland.

Knud Rasmussen fik en maveinfektion under den sidste ekspedition og blev først bragt til Julianehåb og derfra til Danmark til indlæggelse på Gentofte Hospital. Han kom sig dog ikke over det, men døde efter nogle måneder, da der også tilstødte en lungebetændelse. Han nåede aldrig til premieren på sin film Palos brudefærd, som er filmet i Østgrønland. Han var Ridder af Dannebrog og Dannebrogsmand.

## Betydning og eftermæle
De mange ekspeditioner har givet et enormt videnskabeligt afkast, ikke blot fra Rasmussens egen hånd i de beretninger og genstande han indsamlede, men også fra mange andre videnskabelige deltagere, som var med.[kilde mangler] Han blev udnævnt til æresdoktor ved Københavns Universitet og University of St Andrews i Skotland efter den femte Thuleekspedition.
Også folkeligt havde han stor betydning og blev efterhånden nærmest en folkehelt. Samtidig blev Danmark gennem ham stærkt etableret som polarforskernation. Hans indsats er en del af årsagen til, at Østgrønland tilfaldt Danmark ved Den Internationale Domstol i Haag i 1933 som afslutning på konflikten med Norge om Østgrønland .
I dag er Knud Rasmussens Hus i Hundested museum; huset blev opført i 1917 som hans arbejdslokaler.
I 2004 blev Knud Rasmussen Selskabet oprettet. Det er en forening, der beskæftiger sig med Knud Rasmussens liv og levned. Selskabet har en hjemmesideog udgiver et medlemsblad Slædesporet med et oplag på 300 (november 2009, 6. årgang).
I 2008 blev Knud Rasmussen-klassen, en ny skibsklasse i Søværnet, designet til arktiske forhold, opkaldt efter Knud Rasmussen.
I 2012 udgav det danske band The Minds of 99 mini-EP'en Det er Knud som er død. Titelsangen, der også fandt vej som førstesingle på bandets debutplade, blev i februar 2014 P3s Uundgåelige, og er baseret på Tom Kristensens nekrologdigt til Knud Rasmussen. Digtet blev oprindeligt bragt i Politiken 22. december 1933, dagen efter Knud Rasmussens død. Digtet blev i øvrigt medtaget i Kulturministeriets Kulturkanon fra 2006.

## Film
Knud Rasmussen har skrevet manuskriptet til film Palos brudefærd fra 1934. 

### På internettet
- Biografi af Knud Rasmussen på inuit.uqam.ca
- Knud Rasmussen: "Foreløbig Beretning om „Den første Thule-Ekspedition" 1912—13" (Geografisk Tidsskrift, Bind 22; 1913)
- Knud Rasmussen: "Om den II. Thuleekspedition over Indlandsisen til Adam Bierings Land og Fundet af Savik-Meteoren" (Geografisk Tidsskrift, Bind 22; 1913)
- Knud Rasmussen: "Den II. Thule-Ekspedition til Nord-Grønland" (Geografisk Tidsskrift, Bind 23; 1915)
- Knud Rasmussen: "Rejseberetning" (Geografisk Tidsskrift, Bind 24; 1918)
- Knud Rasmussen: "Eskimoernes Vandringsveje i Nordgrønland" (Geografisk Tidsskrift, Bind 24; 1918)
- Knud Rasmussen: "Foreløbig Beretning om Femte Thule-Ekspediton fra Grønland til Stillehavet II. Almindelig Oversigt og Folklore" (Geografisk Tidsskrift, Bind 28; 1925)
- Knud Rasmussen: "Eskimos and Stone-Age Peoples. A Suggestion of an International Investigation" (Geografisk Tidsskrift, Bind 32; 1929)
- Knud Rasmussen: "Den 6. Thule-Ekspedition. Til Grønlands Sydøstkyst" (Geografisk Tidsskrift, Bind 34; 1931)
- Knud Rasmussen: "South-East Greenland. The Seventh Thule Expedition 1932. From Cape Farewell to Umivik" (Geografisk Tidsskrift, Bind 36; 1933)
- Arktisk Institut